# ثقافة غير مادية
تتكون الثقافة من الثقافة المادية والثقافة غير المادية. ويطلق على الأفكار أو الآراء التي تشكل الثقافة اسم ثقافة غير مادية. وعكس الثقافة المادية، لا تشتمل الثقافة غير المادية على أي أشياء أو مصنوعات مادية. ومن أمثلة الثقافات غير المادية أي أفكار أو معتقدات أو قيم أو معايير يمكن أن تساعد على تشكيل المجتمع